# Scatterlings
Albums de Juluka
Ubuhle Bemvelo
(1982) Work for All
(1983)
Scatterlings est un album studio du groupe Juluka sorti en 1982 sur le label Warner. Les leaders du groupe étaient Johnny Clegg et Sipho Mchunu. En anglais, to scatter signifie « disperser, éparpiller ». Scatterling signifie « vagabond, sans-domicile-fixe ».
Le titre Scatterlings of Africa figurant au début de l'album reste le plus gros succès du groupe. Ce dernier fut réenregistré et a connu un succès international avec le groupe Savuka, qui a succédé à Juluka en 1986,. La chanson devient un succès en Europe à partir de 1987. Elle est présente dans l'album Third World Child de Johnny Clegg & Savuka sorti la même année.
Le titre a été utilisé en particulier dans la bande originale du film Rain Man sorti en 1988.

## Liste des titres
| No  | Titre                  | Durée |
| --- | ---------------------- | ----- |
| 1.  | Scatterlings of Africa | 5:50  |
| 2.  | Spirit Is the Journey  | 4:40  |
| 3.  | Mad Dog                | 3:29  |
| 4.  | Digging for Some Words | 4:12  |
| 5.  | Shake My Way           | 3:43  |
| 6.  | Siyayilanda            | 3:43  |
| 7.  | Kwela Man              | 3:54  |
| 8.  | Simple Things          | 3:57  |
| 9.  | I Jwanasibeki          | 4:50  |
| 10. | Two Humans on the Run  | 4:41  |

## Classements
| Classement                    | Meilleure position |
| ----------------------------- | ------------------ |
| Royaume-Uni (UK Albums Chart) | 50                 |